# Inmigración china en Portugal
Los chinos en Portugal constituyen la mayor comunidad asiática del país europeo, y la duodécima de extranjeros en general.

## Historia de Migración
Algunos esclavos chinos en España terminaron allí después de ser llevados a Lisboa en Portugal y vendidos cuando eran niños. Tristán de la China era un chino que fue tomado como esclavo por los portugueses, mientras aún era un niño y en la década de 1520 fue obtenido por Cristobál de Haro en Lisboa, y llevado a vivir en Sevilla y Valladolid. Se le pagó por su servicio como traductor en la expedición Loaísa de 1525, durante la cual todavía era un adolescente. Los supervivientes, incluido Tristán, naufragaron durante una década hasta 1537 cuando fueron devueltos por un barco portugués a Lisboa.
Existen registros de esclavos chinos en Lisboa en 1540. Según los historiadores modernos, la primera visita de un chino a Europa fue en 1540, cuando un erudito chino, fue esclavizado por un portugués en la costa sur de China, y fue llevado a Portugal. Él fue comprado por João de Barros, él trabajó con João en la traducción de los textos chino en portugués.
China y Malaca fueron orígenes de esclavos entregados a Portugal por virreyes portugueses. Un testamento del 23 de octubre de 1562 registró a un hombre chino llamado António, esclavizado y poseído por una mujer portuguesa, Doña María de Vilhena, una dama noble rica de Évora. En Évora, António estaba entre los tres nombres masculinos más comunes dados a esclavos masculinos. D. María poseía uno de los dos únicos esclavos chinos en Evora y lo usó de entre los esclavos que poseía para conducir sus mulas por ella porque era chino ya que las tareas rigurosas y exigentes eran asignadas a esclavos Mourisco, chinos e indios. D. María poseía un chino entre sus quince esclavas que se reflejaba en su alto estatus social, ya que los chinos, los mouriscos y los indios estaban entre las etnias de los preciados esclavos y eran mucho más caros que los negros, así que los individuos de clase alta poseían estas etnias y era porque su esposo Simão estaba involucrado en el comercio de esclavos en el este que poseía esclavos de muchas etnias diferentes. Cuando murió, D. María liberó a este hombre chino en su testamento junto con varios otros esclavos, dejándole con 10 000 réis en dinero. D. María de Vilhena era la hija del noble y explorador Sancho de Tovar, el capitão de Sofala, y se casó dos veces, el primer matrimonio con el explorador Cristóvão de Mendonça, y su segundo matrimonio fue con Simão da Silveira, capitão de Diu. D. María fue dejada viuda por Simão, y era una importante propietaria de esclavos, poseía la mayoría de los esclavos en Évora, con su testamento registrando quince esclavos.
Un caso legal fue presentado ante el Consejo de Indias en la década de 1570, en el que participaron dos chinos de Sevilla, uno de ellos un libre, Esteban Cabrera, y el otro un esclavo, Diego Indio, contra Juan de Morales, propietario de Diego. Diego pidió a Esteban que diera testimonio como testigo en su nombre. Diego recordó que fue llevado como esclavo por Francisco de Casteñeda desde México, a Nicaragua, luego a Lima en Perú, luego a Panamá, y eventualmente a España vía Lisboa, siendo aún niño. Esteban testificó que conocía a Diego como un muchacho en Limpoa (Liampó, el nombre portugués de Ningbo, una ciudad china en Zhejiang), que él afirmó ser parte de las Indias coloniales españolas. Esta era una afirmación falsa ya que Liampo no estaba bajo el dominio español, y se especula que Esteban y Diego mintieron sobre ello para ayudar a Diego a ganar su libertad, jugando en el hecho de que los españoles que llevaban el caso ignoraban los asuntos asiáticos de España. Funcionó a su favor y en julio de 1575 el Consejo emitió un siding gobernante con Diego. Juana de Castañeda también testificó en nombre de Diego, alegando que conoció a Diego en Lima y también se casó con Esteban durante la prueba. Juana era una mujer nativa de Lima. Juana tenía alrededor de 40 años cuando testificó en nombre de Diego en 1572. Otra indígena de Panamá, Isabel García también testificó a favor de Diego, diciendo que ella lo conocía mientras estaba en Panamá. El testamento de Esteban fechado el 15 de marzo de 1599 dejó su propiedad a su hija Francisca de Altamira ya su esposo Miguel de la Cruz que era sastre y probablemente chinos como Esteban. Una familia de sastres fue iniciada por Esteban. Muchos hombres chinos fueron secuestrados ando eran niños de Macau y fueron vendidos como esclavos en Lisboa. En el siglo XVI, en el sur de Portugal había esclavos chinos, pero el número de ellos era descrito como "insignificante", superado en número por esclavos indios del este, Mourisco y africanos. Los amerindios, los chinos, los malayos y los indios eran esclavos en Portugal, pero en número mucho menor que los turcos, bereberes y árabes. Desde el siglo XVI esclavos chinos se encontraban en Portugal, dirigido por los comerciantes constituían la mayor parte de los cuales se dirigían a las Indias, menudo los esclavos eran los niños. Prisioneros chinos fueron enviados a Portugal, donde fueron vendidos como esclavos.
Después de que los portugueses entraron en contacto con Japón en 1543, se desarrolló un comercio de esclavos a gran escala, en el cual los portugueses compraron japoneses como esclavos en Japón y los vendieron a diversos lugares en el extranjero, incluyendo Portugal, a lo largo de los siglos XVI y XVII. Muchos documentos mencionan el gran comercio de esclavos junto con protestas contra la esclavitud de los japoneses. Se cree que los esclavos japoneses son los primeros de su nación en llegar a Europa, y los portugueses compraron grandes cantidades de esclavas japonesas para llevarlas a Portugal con fines sexuales, como lo señaló la Iglesia en 1555. El rey Sebastián temía que estuviera Un efecto negativo en el proselitismo católico, ya que la trata de esclavos en japonés estaba creciendo a proporciones masivas, por lo que ordenó que fuera prohibido en 1571. Algunos esclavos coreanos fueron comprados por los portugueses y traídos a Portugal desde Japón, donde Habían estado entre las decenas de miles de prisioneros de guerra coreanos transportados a Japón durante las invasiones japonesas de Corea (1592-98). Los historiadores señalaron que al mismo tiempo Hideyoshi expresó su indignación y ultraje en el comercio portugués de esclavos japoneses, él mismo estaba participando en un comercio de esclavos de masas de prisioneros de guerra coreanos en Japón. Los chinos fueron comprados en gran número como esclavos por los portugueses en la década de 1520. Los japoneses son los principales responsables de vender a los portugueses sus compañeros japoneses. Las mujeres japonesas y los japoneses, los javaneses, los chinos y los indios fueron vendidos como esclavos en Portugal.
Los muchachos chinos fueron secuestrados de Macao y vendidos como esclavos en Lisboa mientras todavía eran niños. Brasil importó algunos de los esclavos chinos de Lisboa. Fillippo Sassetti vio a algunos esclavos chinos y japoneses en Lisboa entre la gran comunidad de esclavos en 1578, aunque la mayoría de los esclavos eran negros. Brasil y Portugal fueron ambos receptores de esclavos chinos comprados por portugueses. Portugal exportó a Brasil algunos esclavos chinos. Se prestó a los esclavos chinos el trabajo de secretaría de los servicios militares, religiosos y civiles y otros trabajos indulgentes y livianos, mientras que se daba trabajo duro a los africanos. Solamente esclavos africanos en 1578 Lisboa superó el número grande de esclavos japoneses y chinos en la misma ciudad. Algunos de los esclavos chinos fueron vendidos en Brasil, una colonia portuguesa. La cocina era la principal profesión de los esclavos chinos alrededor de 1580 en Lisboa, según Fillippo Sassetti de Florencia y fueron vistos como "trabajador", "inteligente" y "leal" por los portugueses.
Los esclavos asiáticos "muy apreciados" como los chinos y los japoneses, mucho más "que los esclavos de África subsahariana" y los musulmanes moros. Los portugueses atribuían cualidades como la inteligencia y la laboriosidad a los esclavos chinos y japoneses, por lo que los favorecieron más. Los rasgos tales como alto inttelligence fueron atribuidos a los indios, a los chinos, ya los esclavos japoneses.
En 1595 se promulgó una ley prohibiendo la venta y compra de esclavos chinos y japoneses debido a la hostilidad de los chinos y japoneses con respecto al tráfico de esclavos japoneses y chinos. El 19 de febrero de 1624 el rey de Portugal prohibió la esclavitud de los chinos.

## Características demográficas
De acuerdo a las encuestas llevada a cabo por asociaciones chinas, residentes chinos de Portugal tienen una edad media muy joven, con 29,6% menores de 30, y el 38,5% entre 31 y 40 años de edad. Más de tres cuartas partes viven en Lisboa, Oporto, o Faro.

## Leer más
- Afonso, L. M. C. (1999), «A Comunidade Chinesa em Portugal. Algumas das suas características identitárias»,  en Amaro, A. M.; Justino, C., eds., Estudos sobre a China, Lisbon: ISCSP-UTL, pp. 255-259, ISBN 978-9-72922963-3.
- Gonçalves, J. (2001), Chineses no Martin Moniz: modo específico de incorporação?, SociNova Working Papers 19, Lisbon: FCSH-UNL.
- Matias, Ana (marzo de 2007), Imagens e Estereótipos da Sociedade Portuguesa Sobre a Comunidade Chinesa (M.A. dissertation edición), Instituto Superior de Ciências do Trabalho e das Empresas, archivado desde el original el 24 de diciembre de 2009, consultado el 18 de marzo de 2009.
- Oliveira, C., Chineses em Portugal: comunidade ou comunidade?, SociNova Working Papers 18, Lisbon: FCSH-UNL.
- Peres, S. N. (1998), «Bolseiros de Macau em Lisbon»,  en Amaro, A. M.; Justino, C., eds., Estudos sobre a China, Lisbon: ISCSP-UTL, pp. 196-203, ISBN 978-9-72922963-3.
- Rocha-Trindade, Maria Beatriz; Santos Neves, Miguel (abril de 2005), The Chinese Business Communities in Portugal, Centro de Estudos das Migrações e das Relações Interculturais, Universidade Aberta, archivado desde el original el 23 de octubre de 2008, consultado el 18 de marzo de 2009.
- Teixera, Anna (1998), «Entrepreneurship of the Chinese Community in Portugal»,  en Benton, Gregor; Pieke, Frank N., eds., The Chinese in Europe, Macmillan, pp. 244-255, ISBN 978-0-33366913-6.

- Datos: Q5100889